# Michael Cade
Michael Cade (nacido el 14 de junio de 1972 en Elmwood Park (Nueva Jersey, Estados Unidos) es un actor estadounidense.

## Biografía
Su trabajo más conocido es la exitosa serie de televisión de los años 1990, California Dreams, que produjo Peter Engel y cuyas dos primeras temporadas serán lanzadas en DVD en 2009.
En "California Dreams", interpreta el papel del mánager de la banda, Sylvester "Sly" Winkle, uno de los personajes que perduró a lo largo de los cuatro años que duró la serie. 
La serie de “California Dreams” fue doblada para ser transmitida en algunos países iberoamericanos, como México. También fue doblada y retransmitida en España. En esta última gozó de gran popularidad y ocupó durante un tiempo los espacios de las tiendas españolas.
Michael también ha hecho otras apariciones en diversos y populares shows de televisión. Los más notables incluyen Baywatch, 7th Heaven y Hospital General. También apareció en la película Chaplin, de 1992.
En noviembre de 2008, fue lanzada en DVD la película independiente Along the Way, donde Michael Cade interpreta el papel coprotagónico de Warren. La película ha recibido una excelente aceptación del público, que le ha brindado muy buenas críticas. Para los fanes de Michael Cade, fue realmente una sorpresa ver su destacable desempeño en un rol dramático.
- Datos: Q6829057